# Jameleddine Limam
Jameleddine Limam (Maatmeur, 11 giugno 1967) è un ex calciatore tunisino, di ruolo centrocampista.

## Carriera

### Club
Ha giocato nel campionato tunisino, belga, saudita e tedesco.

### Nazionale
Con la maglia della Nazionale ha esordito nel 1987, collezionando 54 presenze in undici anni, oltre al due partecipazioni alla Coppa d'Africa e una alle Olimpiadi.